# Leichtathletik-Weltmeisterschaften 2017/Teilnehmer (Kanada)
| Gelbes Symbol für Goldmedaillen mit stilisierten Olympischen Ringen | Graues Symbol für Silbermedaillen mit stilisierten Olympischen Ringen | Braundes Symbol für Bronzemedaillen mit stilisierten Olympischen Ringen |
| ------------------------------------------------------------------- | --------------------------------------------------------------------- | ----------------------------------------------------------------------- |
| —                                                                   | —                                                                     | —                                                                       |

Der Leichtathletikverband Kanadas entsandte 57 Athleten für die Leichtathletik-Weltmeisterschaften 2017 in London.
Andre De Grasse (Sprint) musste wegen einer Verletzung kurzfristig absagen, des gleichen Derek Drouin (Hochsprung) wegen einer Achillessehnenverletzung.

## Ergebnisse

### Männer

#### Laufdisziplinen
| Andre De Grasse                                           | 100 m            | DNS     | DNS | –––            | ––– | –––                | –––                | –––                | –––                |     |     |
| Brendon Rodney                                            | 100 m            | 10,37 s | 9   | 10,36 s        | 35  | nicht qualifiziert | nicht qualifiziert | nicht qualifiziert | nicht qualifiziert |     |     |
| Gavin Smellie                                             | 100 m            |         |     | 10,29 s        | 30  | nicht qualifiziert | nicht qualifiziert | nicht qualifiziert | nicht qualifiziert |     |     |
| Aaron Brown                                               | 200 m            |         |     | DSQ            | DSQ | –––                | –––                | –––                | –––                | ––– | ––– |
| Brandon McBride                                           | 800 m            |         |     | 1:45,69 min    | 3   | 1:45,53 min        | 3                  | 1:47,09 min        | 8                  |     |     |
| Mohammed Ahmed                                            | 5000 m           |         |     | 13:22,97 min   | 6   |                    |                    | 13:35,43 min       | 6                  |     |     |
| Mohammed Ahmed                                            | 10.000 m         |         |     |                |     |                    |                    | 27:02,35 min NR    | 8                  |     |     |
| Justyn Knight                                             | 5000 m           |         |     | 13:30,27 min   | 17  |                    |                    | 13:39,15 min       | 9                  |     |     |
| Eric Gillis                                               | Marathon         |         |     |                |     |                    |                    | DNF                | DNF                |     |     |
| Thomas Toth                                               | Marathon         |         |     |                |     |                    |                    | 2:23:47 h          | 54                 |     |     |
| Johnathan Cabral                                          | 110 m Hürden     |         |     | 13,53 s        | 20  | 14,98 s            | 22                 | nicht qualifiziert | nicht qualifiziert |     |     |
| Matthew Hughes                                            | 3000 m Hindernis |         |     | 8:24,79 min SB | 13  |                    |                    | 8:21,84 min SB     | 6                  |     |     |
| Benjamin Thorne                                           | 20 km Gehen      |         |     |                |     |                    |                    | 1:26:56 h          | 51                 |     |     |
| Mathieu Bilodeau                                          | 50 km Gehen      |         |     |                |     |                    |                    | 3:56:54 h SB       | 25                 |     |     |
| Evan Dunfee                                               | 50 km Gehen      |         |     |                |     |                    |                    | 3:47:36 h          | 15                 |     |     |
| Gavin Smellie Aaron Brown Brendon Rodney Mobolade Ajomale | 4 × 100 m        |         |     | 38,48 s        | 8   |                    |                    | 38,59 s            | 6                  |     |     |

#### Sprung/Wurf
| Athlet          | Disziplin      | Qualifikation | Qualifikation | Finale             | Finale             |
| Athlet          | Disziplin      | Weite/Höhe    | Platz         | Weite/Höhe         | Platz              |
| --------------- | -------------- | ------------- | ------------- | ------------------ | ------------------ |
| Michael Mason   | Hochsprung     | 2,26 m        | 18            | nicht qualifiziert | nicht qualifiziert |
| Shawnacy Barber | Stabhochsprung | 5,70 m        | 4             | 5,65 m             | 8                  |
| Tim Nedow       | Kugelstoßen    | 20,09 m       | 16            | nicht qualifiziert | nicht qualifiziert |

#### Zehnkampf
| Athlet        | Disziplin | 100 m   | Weitsprung | Kugelstoßen | Hochsprung | 400 m      | 110 m Hürden | Diskuswurf | Stabhochsprung | Speerwurf | 1500 m         | Punkte | Platz |
| ------------- | --------- | ------- | ---------- | ----------- | ---------- | ---------- | ------------ | ---------- | -------------- | --------- | -------------- | ------ | ----- |
| Damian Warner | Ergebnis  | 10,50 s | 7,44 m     | 13,45 m     | 2,02 m     | 47,47 s SB | 13,63 s      | 40,67 m    | 4,70 m SB      | 56,63 m   | 4:28,39 min SB | 8309   | 5     |
| Damian Warner | Punkte    | 975     | 920        | 695         | 822        | 935        | 1023         | 678        | 819            | 687       | 755            | 8309   | 5     |

### Frauen

#### Laufdisziplinen
| Athletin                                                     | Disziplin        | Vorlauf        | Vorlauf | Halbfinale         | Halbfinale         | Finale             | Finale             |
| Athletin                                                     | Disziplin        | Zeit           | Platz   | Zeit               | Platz              | Zeit               | Platz              |
| ------------------------------------------------------------ | ---------------- | -------------- | ------- | ------------------ | ------------------ | ------------------ | ------------------ |
| Leya Buchanan                                                | 100 m            | 11,84 s        | 36      | nicht qualifiziert | nicht qualifiziert | nicht qualifiziert | nicht qualifiziert |
| Crystal Emmanuel                                             | 100 m            | 11,14 s PB     | 11      | 11,14 s PB         | 11                 | nicht qualifiziert | nicht qualifiziert |
| Crystal Emmanuel                                             | 200 m            | 22,87 s        | 7       | 22,85 s            | 7                  | 22,60 s            | 7                  |
| Travia Jones                                                 | 400 m            | 54,02 s        | 47      | nicht qualifiziert | nicht qualifiziert | nicht qualifiziert | nicht qualifiziert |
| Carline Muir                                                 | 400 m            | 52,70 s        | 36      | nicht qualifiziert | nicht qualifiziert | nicht qualifiziert | nicht qualifiziert |
| Aiyanna Stiverne                                             | 400 m            | 52,55 s        | 32      | nicht qualifiziert | nicht qualifiziert | nicht qualifiziert | nicht qualifiziert |
| Melissa Bishop                                               | 800 m            | 2:01,11 min    | 10      | 1:59,56 min        | 6                  | 1:57,68 min        | 5                  |
| Lindsey Butterworth                                          | 800 m            | 2:03,19 min    | 26      | nicht qualifiziert | nicht qualifiziert | nicht qualifiziert | nicht qualifiziert |
| Annie Leblanc                                                | 800 m            | 2:04,06 min    | 39      | nicht qualifiziert | nicht qualifiziert | nicht qualifiziert | nicht qualifiziert |
| Sheila Reid                                                  | 1500 m           | 4:13,12 min    | 38      | nicht qualifiziert | nicht qualifiziert | nicht qualifiziert | nicht qualifiziert |
| Nicole Sifuentes                                             | 1500 m           | 4:05,24 min SB | 16      | 4:07,92 min        | 20                 | nicht qualifiziert | nicht qualifiziert |
| Gabriela Stafford                                            | 1500 m           | 4:04,55 min PB | 13      | 4:08,51 min        | 21                 | nicht qualifiziert | nicht qualifiziert |
| Jessica O’Connell                                            | 5000 m           | 15:23,16 min   | 25      |                    |                    | nicht qualifiziert | nicht qualifiziert |
| Andrea Seccafien                                             | 5000 m           | 15:19,39 min   | 23      |                    |                    | nicht qualifiziert | nicht qualifiziert |
| Rachel Cliff                                                 | 10.000 m         |                |         |                    |                    | 32:00,03 min PB    | 20                 |
| Natasha Wodak                                                | 10.000 m         |                |         |                    |                    | 31:55,47 min SB    | 16                 |
| Tarah Korir                                                  | Marathon         |                |         |                    |                    | 2:44:30 h          | 51                 |
| Dayna Pidhoresky                                             | Marathon         |                |         |                    |                    | 2:56:15 h          | 70                 |
| Phylicia George                                              | 100 m Hürden     | 13,01 s        | 16      | 13,04 s            | 15                 | nicht qualifiziert | nicht qualifiziert |
| Angela Whyte                                                 | 100 m Hürden     | 13,23 s        | 30      | nicht qualifiziert | nicht qualifiziert | nicht qualifiziert | nicht qualifiziert |
| Noelle Montcalm                                              | 400 m Hürden     | 57,45 s        | 33      | nicht qualifiziert | nicht qualifiziert | nicht qualifiziert | nicht qualifiziert |
| Sage Watson                                                  | 400 m Hürden     | 55,06 s        | 5       | 55,05 s            | 6                  | 54,92 s            | 6                  |
| Maria Bernard                                                | 3000 m Hindernis | 9:59,45 min    | 32      |                    |                    | nicht qualifiziert | nicht qualifiziert |
| Alycia Butterworth                                           | 3000 m Hindernis | 9:51,50 min    | 26      |                    |                    | nicht qualifiziert | nicht qualifiziert |
| Geneviève Lalonde                                            | 3000 m Hindernis | 9:31,81 min SB | 9       |                    |                    | 9:29,99 min NR     | 13                 |
| Carline Muir Aiyanna Stiverne Travia Jones Natassha McDonald | 4 × 400 m        | 3:28,47 min SB | 11      |                    |                    | nicht qualifiziert | nicht qualifiziert |

#### Sprung/Wurf
| Athletin            | Disziplin      | Qualifikation | Qualifikation | Finale             | Finale             |
| Athletin            | Disziplin      | Weite/Höhe    | Platz         | Weite/Höhe         | Platz              |
| ------------------- | -------------- | ------------- | ------------- | ------------------ | ------------------ |
| Alyxandria Treasure | Hochsprung     | 1,85 m        | 21            | nicht qualifiziert | nicht qualifiziert |
| Kelsie Ahbe         | Stabhochsprung | NM            | NM            | –––                | –––                |
| Anicka Newell       | Stabhochsprung | 4,50 m        | 10            | 4,45 m             | 12                 |
| Alysha Newman       | Stabhochsprung | 4,55 m        | 5             | 4,65 m             | 7                  |
| Christabel Nettey   | Weitsprung     | 6,36 m        | 19            | nicht qualifiziert | nicht qualifiziert |
| Brittany Crew       | Kugelstoßen    | 18,01 m       | 8             | 18,21 m            | 6                  |
| Taryn Suttie        | Kugelstoßen    | 16,47 m       | 25            | nicht qualifiziert | nicht qualifiziert |
| Jillian Weir        | Hammerwurf     | NM            | NM            | –––                | –––                |
| Elizabeth Gleadle   | Speerwurf      | 62,97 m       | 10            | 60,12 m            | 12                 |